# Навроцька Вікторія Миколаївна
Вікторія Миколаївна Навроцька (24 грудня 1971, Київ) — українська баскетболістка. Чемпіонка Європи 1995 року. Майстер спорту України міжнародного класу.

## Із біографії
Навчалася в Київському інституті фізичної культури.
В Україні захищала кольори київських клубів СКІФ і «Динамо». У другій половині 90-х років грала в командах «Лайсве» (Каунас, Литва) і «Польфа» (Паб'яніце, Польща).
У складі національної збірної України стала чемпіонкою Європи 1995 року. У фіналі українки переграли італійок з рахунком 77:66.
Працює старшим викладачем кафедри технологій оздоровлення і спорту Національного технічного університету України «Київський політехнічний інститут».
Донька Анна Єфременко — волейболістка, бронзова медалістка всесвітньої Універсіади 2017 року.

## Клуби
| Роки      | Команди              |
| --------- | -------------------- |
| 1988—1991 | СКІФ (Київ)          |
| 1991—1993 | СКІФ (Київ)          |
| 1993—1996 | «Динамо» (Київ)      |
|           | «Лайсве» (Каунас)    |
|           | «Польфа» (Паб'яніце) |

## Досягнення
Чемпіонат Європи
- Перше місце (1): 1995

Чемпіонат України
- Перше місце: 1994, 1995